# 포화 속으로
"포화 속으로"(71 In to the Fire 세븐티원 인 투 더 파이어[*])는 한국 전쟁에서 큰 활약을 한 학도병들의 이야기를 다룬 이재한 감독의 2010년작 전쟁 영화로, 1950년 8월 11일에 포항여자중학교에서 있었던 전투를 바탕으로 제작되었다. 차승원이 북한군 장교로, 빅뱅의 멤버 최승현이 전쟁에 내던져진 학도병 역할을 맡았고, 권상우가 불량 청소년에서 애국자로 변신하는역할을 맡았다.

## 줄거리
1950년 6월 25일 새벽 4시에 북한의 갑작스러운 남침으로  6.25 전쟁 시작된 후 강석대 대위의 부대는 영덕에서 치열한 전투를 벌이고 있었다. 학도병 오장범은 눈앞에서 국군 장병들이 북한군에 총탄에 죽어나가자 큰 충격을 받게 된다. 결국 강석대 대위의 부대는 영덕까지 북한군들에게 점령당하고 후퇴한다. 결국 강석대 대위의 부대는 어쩔수 없이 71명의 학도병들을 포항여중학교에 놔두고 마지막 방어선인 낙동강 전선으로 향하게된다. 중대장으로 결정된 오장범은 살인미수로소년원에 갈뻔했다 전쟁터를 선택한 구갑조와 대립한다. 첫번째 전투에서 학도병들은 자신의 손으로 북한군들을 죽여 괴로운 밤을 보내고 두번째 전투에서 소중한 친구들을 잃게된다. 건달 학도병 구갑조는 전쟁은 장난이란것을 깨닫는다.그런데 두번째 전투에서 길을 잃은 학도병 달영은 북한군들 한테 붙잡힌체 학도병들이 있는 포항여중으로 향하고 달영을 끌고 온 북한군 766부대 대장 박무랑이 계양대 위에 백기를 걸고 백기를 걸고 항복하면 살려준다고 경고하면 자리를 뜬다. 그시각 강석대는 학도병들에게 지원요청을 해달라고 사단장 한테 요청하고 설득 끝에 신형 바주카포를 가지고 학도병들에게 향한다. 박무랑이 의도한 대로 학도병들한테는 내부 분열이 생기기 시작했다. 달영을 겁쟁이라며 폭행하는 갑조를 막는 장범은 대립하게 되고 그시각 용섭의 동생은 총상을 입고 죽어가고 있었고 용섭의 동생은 형한테 너무 괴로우니 자신을 죽여달라 부탁하고 결국 용섭은 울음을 터트리고 결국 부탁을 동생에 수락해 동생을 죽이게 되고 그때 대립하던 장범과 갑조는 얼굴이 피투성이가 될정도로 몸싸움을 벌이다 갑조는 친구와 함께 낙동강전선으로 떠난다. 학도병들을 마음을 단단히먹고 무기를 챙겨 방어선 구축하고 오전 12시가 되자 766부대가 학도병들이 있는 포항여중으로 진격하고 학생들은 미리 준비한 박격포 포탄을 쏴 북한군들에게 피해를 입힌다. 갑작스러운 폭격에 분노한 박무랑과 북한군들은 곧바로 돌격하고 학도병들한테 공격을 개시하려던 그때, 학도병들이 미리 운동장에 설치해둔 수류탄 함정에 북한군들은 그대로 당하며 엄청난 타격을 입게 되고 그때를 노린 학도병들은 공격하지만 북한군들에 엄청난 화력에 얼마 못 가 한명씩 북한군들이 쏜 총탄에 죽어나간다. 그때 용섭은 죽은 동생을 따라가기로 결심하고 손에 폭탄을 쥐고 미친 듯이 공격해오는 북한군 탱크에 뛰어들어 자살공격을 하게 된다. 결국 학도병들은 계속되는 공격에 학교건물로 대피하는 순간, 갑조가 북한군 무기를 탈취해 포항여중으로 돌아왔다. 갑조는 장범을 비롯한 무기들을 나눠주며 건물로 피신한다. 장범과 갑조는 화해하고 갑조는 사실 진짜 학생이 아니고 소년원 대신 전쟁터에 나가는 걸 선택했던 것이다. 장범은 너 학생 맞다고 갑조를 위로해주고 교실이나 복도에서 저항하던 학도병들은 대부분 전사하고 북한군들에 폭격이 이어지며  학도병들은 전멸당한다. 장범과 갑조는 옥상에서 기관총을 난사하며 북한군들을 몰살하고 둘다 총상을 입게된다. 다 끝난 줄 알았으나 그 순간 박무랑이 나타나 갑조한테 기관단총을 난사해 쓰러트리고 갑조를 권총으로 살해한다. 그리고 박무랑이 장범까지 죽이려고 총구를 겨누지만 장범은 박무랑이 방심했을 때 장범은 박무랑에게 총을 쏘게 되고 동시에 총을 쏜다. 장범도 허리에 총을 맞는다. 그때 강석대도 등장해 박무랑도 완전히 죽이고 장범은 강석대 품에서 사망한다.

## 캐스팅
- 차승원 : 박무랑 역
- 권상우 : 구갑조 역
- 최승현 : 오장범 역
- 김승우 : 강석대 역
- 김혜성 : 학도병 용만 역
- 구성환 : 학도병 남식 역
- 신현탁 : 학도병 달영 역
- 문재원 : 학도병 용배 역
- 김동범 : 학도병 재선 역
- 김윤성 : 학도병 풍천 역
- 탁트인 : 학도병 왕표 역
- 윤승훈 : 학도병 1소대장 창우 역
- 김호원 : 학도병 2소대장 병태 역
- 김한준 : 학도병 광일 역
- 조중휘 : 학도병 방훈 역
- 박태주 : 학도병 원책 역
- 김태환 : 박무랑의 부관 역
- 조원희 : 사단장 역
- 임영식 : 강석대 부관 1 역
- 이승근 : 중사 최철남 역
- 라경덕 : 정치위원 리안남 역
- 최민 : 인민군 교관 역
- 박영진 : 인민군 역
- 김한보 : 인민군 766 부대원 역
- 김범준 : 인민군 766 부대원 역
- 정주한 : 인민군 저격수 2 / 학도병 역
- 위지웅 : 학도병 역
- 지남혁 : 학도병 역
- 남태부 : 학도병 역
- 기세형 : 학도병 역
- 김우혁 : 학도병 역
- 박서연 : 간호사 역
- 진용욱 : 순경 역
- 정택현 : 꼬마 아이 역
- 장문석 : 4중대장 역
- 염혜란 : 호랑이 간호원 역
- 박진희 : 화란 역 (특별출연)
- 김성령 : 장범 어머니 역 (특별출연)
- 백성희 : 앉은뱅이 할머니 역 (특별출연)
- 데이비드 맥기니스 : Jones 하사 역 (특별출연)
- 김만규 : 학도의용군 생존자 인터뷰 역 (특별출연)
- 손주형 : 학도의용군 생존자 인터뷰 역 (특별출연)

## 제작 정보
- 감독 : 이재한
- 제작 : 태원 엔터테인먼트, 롯데쇼핑, 롯데 엔터테인먼트, 유비유 필름

## 영화 정보
- 슬로건 : 6월에 그들을 기억하라, 71명 학도병의 감동실화
- 2010년 5월 27일에 미국 스탠퍼드 대학교 아시아태평양연구소 초청으로 첫 시사회를 가졌다. 이 행사에는 이재한 감독과 배우 권상우가 참석하였다.[2]
- 2010년 6월 3일에 서울 롯데시네마 건대관에서 언론시사회를 가졌다.
- 2010년 6월 7일에 국회 의원회관 대강당에서 시사회가 열렸다. 이재한 감독, 권상우, 차승원, 영화사 대표 정태원이 무대인사를 하였다.
- 같은 날에 영화가 촬영된 합천군에서도 시사회가 열렸다.[3]
- 미국 스탠퍼드 대학교에서 시사회를 개최하였을 때 동해를 일본해로 표기된 지도가 공개되어 논란이 일었다. 이에 대해 이재한 감독은 자신의 불찰이라고 사과하고 곧바로 수정작업을 진행하였다.[4][5]

## 차이점
이 영화는 실화를 바탕으로 제작되었음에도 사실과 다른 내용이 여러 차례 등장하였다. 해당 내용은 아래와 같다.
1. 국군 3사단이 낙동강 방어선으로 이동하기 위해 포항을 떠나는 것으로 묘사되어 있으나, 포항전선 역시 낙동강 방어선의 일부로, 3사단은 포항을 떠난 적이 없다. 포항여중 전투가 벌어질 당시 3사단 병력은 영덕 인근의 장사동 해안에 포위되어 있었으며, 북한군은 수도사단과 3사단의 전투지경선을 파고들어 포항에 침입한 것이다. 이후로도 3사단은 포항을 떠나지 않았다.[6][깨진 링크(과거 내용 찾기)][7]
2. 71명의 학도병 중에 "소년원 대신 입대"를 선택한 사람은 아무도 없었다[6].
3. 포항을 통한 북한군의 부산 진격 시도는 현장지휘관의 독단에 의한 것이 아니라 상부의 명령이었다[7].
4. 포항여중 전투는 정오가 아닌 새벽 4 ~ 5시 경에 시작되었다.

## 수상 정보
| 영화제                       | 후보부문         | 관련인물 |
| ---------------------------- | ---------------- | -------- |
| 제47회 백상예술대상 (2011)   | 신인 연기상 남자 | T.O.P.   |
| 제47회 백상예술대상 (2011)   | 인기상 남자      | T.O.P.   |
| 제31회 청룡영화상 (2010)     | 신인남우상       | T.O.P.   |
| 제31회 청룡영화상 (2010)     | 인기스타상       | T.O.P.   |
| 제18회 춘사국제영화제 (2010) | 음향기술상       | 박준오   |
| 제18회 춘사국제영화제 (2010) | 음향기술상       | 박종근   |
| 제18회 춘사국제영화제 (2010) | 프로듀서상       | 정태원   |
| 제18회 춘사국제영화제 (2010) | 심사위원특별상   | 정태원   |

## 참고 사항
- 출연진 중의 한 명이었던 차승원은 <포화 속으로> 때문에 KBS 2TV 공부의 신 캐스팅 제의를 뿌리쳤는데 공부의 신에서 배두나가 맡았던 영어 선생님 역에는 당초 최강희 이하나 등이 거론됐으나 영화 촬영 등의 문제로 고사한 바 있었다.[8]

## 같이 보기
- 영덕-강구 전투
- 포항 전투
- 학도의용군